# مارتن لانكستر
مارتن لانكستر (بالإنجليزية: Martin Lancaster)‏ (و. 1943 – م) هو سياسي، ومحامي من الولايات المتحدة الأمريكية . ولد في مقاطعة وين (كارولاينا الشمالية) .تولى منصب أعضاء مجلس النواب الأمريكي، وعضو مجلس نواب ولاية كارولينا الشمالية .
وهو عضو في الحزب الديمقراطي الأمريكي .

## الخدمة العسكرية
خدم في بحرية الولايات المتحدة.